# Cabinet Schröder I (Basse-Saxe)
Pour les articles homonymes, voir Cabinet Schröder.
Land de Basse-Saxe
Albrecht V Schröder II
Le cabinet Schröder I (en allemand : Kabinett Schröder I) est le gouvernement du Land allemand de la Basse-Saxe entre le 21 juin 1990 et le 20 juin 1994, durant la douzième législature du Landtag.

## Majorité et historique
Dirigé par le nouveau ministre-président social-démocrate Gerhard Schröder, ce gouvernement est constitué et soutenu par une « coalition rouge-verte » entre le Parti social-démocrate d'Allemagne (SPD) et Les Verts (Grünen). Ensemble, ils disposent de 79 députés sur 155, soit 51 % des sièges au Landtag.
Il est formé à la suite des élections régionales du 13 mai 1990 et succède au cinquième cabinet du chrétien-démocrate Ernst Albrecht, constitué et soutenu par une « coalition noire-jaune » entre l'Union chrétienne-démocrate d'Allemagne (CDU) et le Parti libéral-démocrate (FDP). Lors du scrutin, la CDU au pouvoir depuis février 1976 est devancée par le SPD, qui réalise son meilleur résultat depuis 1970 avec plus de 44 % des suffrages. Schröder négocie alors la formation d'une alliance avec les écologistes, seulement la troisième de ce type en Allemagne.
Lors des élections régionales du 13 mars 1994, les sociaux-démocrates remportent une courte majorité de 81 sièges sur 161. Le ministre-président met alors fin à sa collaboration avec les Grünen et nomme son deuxième cabinet.

## Composition

### Initiale (21 juin 1990)
| Poste                                                       | Titulaire | Titulaire          | Parti  |
| ----------------------------------------------------------- | --------- | ------------------ | ------ |
| Ministre-président                                          |           | Gerhard Schröder   | SPD    |
| Vice-ministre-président Ministre de l'Intérieur             |           | Gerhard Glogowski  | SPD    |
| Ministre de l'Économie, de la Technologie et des Transports |           | Peter Fischer (de) | SPD    |
| Ministre de l'Alimentation, de l'Agriculture et des Forêts  |           | Karl-Heinz Funke   | SPD    |
| Ministre des Finances                                       |           | Hinrich Swieter    | SPD    |
| Ministre de la Justice                                      |           | Heidrun Alm-Merk   | SPD    |
| Ministre de l'Éducation                                     |           | Rolf Wernstedt     | SPD    |
| Ministre de la Science et de la Culture                     |           | Helga Schuchardt   | Sans   |
| Ministre de l'Environnement                                 |           | Monika Griefahn    | SPD    |
| Ministre des Affaires sociales                              |           | Walter Hiller      | SPD    |
| Ministre des Femmes                                         |           | Waltraud Schoppe   | Grünen |
| Ministre des Affaires fédérales et européennes              |           | Jürgen Trittin     | Grünen |